# Linia kolejowa nr 348
Linia kolejowa nr 348 – niezelektryfikowana, jednotorowa, drugorzędna linia kolejowa łącząca posterunek odgałęźny Trzciniec Zgorzelecki z przejściem granicznym w okolicach Hirschfelde w Żytawie.
Linia wchodzi w skład korytarza transportowego Görlitz – Zittau (tzw. Neißetalbahn) oraz przebiega w bezpośrednim sąsiedztwie Nysy Łużyckiej.